# طول آسمانی
طول آسمانی یا طول سماوی (به انگلیسی celestial longitude) فاصله زاویه‌ای یک جسم آسمانی از یک نقطه تعریف شده در آسمان (معمولاً نقطه‌ی صفر درجه در صورت فلکی حمل) به سمت شرق اندازه‌گیری می‌شود. این اندازه از صفر تا ۳۶۰ درجه تغییر می‌کند. طول آسمانی با نماد λ نشان داده می‌شود. طول آسمان یکی از مختصات دستگاه مختصات دائرةالبروجی است. 

به طول آسمانی طول دائرةالبروجی هم گفته می‌شود.